# Arnold Gottlieb Bühler
Arnold Gottlieb Bühler (* 15. März 1855 in Brienz; † 26. April 1937 in Frutigen, reformiert, heimatberechtigt in Aeschi bei Spiez) war ein Schweizer Politiker (FDP).

## Leben

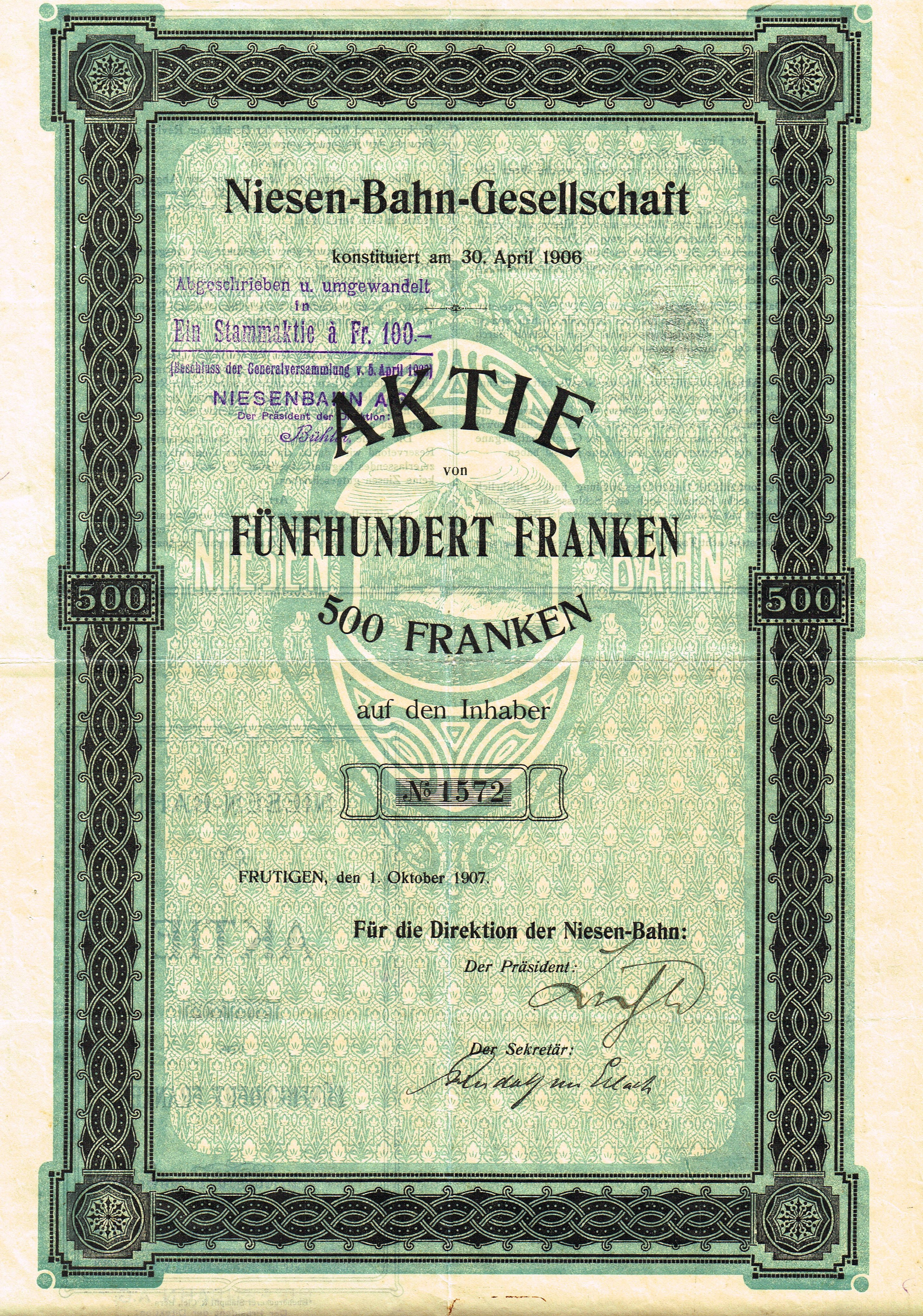
Aktie der Niesen-Bahn-Gesellschaft, deren erster Präsident Bühler war

Arnold Gottlieb Bühler kam am 15. März 1855 in Brienz als Sohn des Arztes Samuel Jakob Bühler und der Margreta geborene Fuchs zur Welt. Bühler übersiedelte nach dem frühen Tod seines Vaters mit seiner Familie nach Aeschi, wo seine Mutter einen Krämerladen übernahm.  Er besuchte die Primar- und Sekundarschule in Brienz. Aus finanziellen Gründen bildete er sich neben einem Sprachaufenthalt in Genf autodidaktisch weiter. Zwischen 1876 und 1878 belegte Bühler, ein Mitglied der Helvetia, ein Studium der Rechte an der Universität Bern, bis er 1878 das Notariatspatent erwarb.
In der Folge war Bühler bis 1913 als Notar in Aeschi sowie als Verwalter der Ersparniskassen Aeschi und Frutigen tätig. Bei der Niesenbahn war er der erste Präsident der Direktion. Dazu hatte er leitende Stellungen beziehungsweise Verwaltungsratsmandate,  so bei der Bern-Lötschberg-Simplon-Bahn, den Bernischen Kraftwerken, den Kraftwerken Oberhasli und der Berner Kantonalbank, inne. Überdies diente Bühler in der Schweizer Armee in der Position eines Obersten der Infanterie.
Er war in erster Ehe mit  Mariann geborene  Luginbühl sowie in zweiter Ehe mit Anna Maria geborene Schneider, der Witwe des James B. Wilcocks, verheiratet. Arnold Gottlieb Bühler verstarb am 26. April 1937 sechs Wochen nach Vollendung seines 82. Lebensjahres in Frutigen.

## Politische Karriere
Der freisinnige Politiker Bühler amtierte von 1878 bis 1885 auf kommunaler Ebene als Gemeinderat in Aeschi, davon ab 1881 als Gemeindepräsident. Auf kantonaler Ebene vertrat er seine Partei in den Jahren 1881 bis 1922 im Berner Grossen Rat. Daneben gehörte Bühler zwischen 1883 und 1884 dem Verfassungsrat an. Schliesslich nahm er von 1889 bis 1922 Einsitz im Nationalrat. Bei den Schweizer Parlamentswahlen 1919 wurde er dabei auf der Liste der BGB wiedergewählt, politisierte aber danach weiterhin in der FDP-Fraktion.
Als eine der führenden Persönlichkeiten des Berner Freisinns war Arnold Gottlieb Bühler massgeblich an der verkehrsmässigen und wirtschaftlichen Erschliessung des Berner Oberlandes beteiligt. Im Nationalrat galt er als Experte für Flussverbauungen, wie etwa der Rheinregulierung im Kanton St. Gallen. Zudem trat er als Gegner der Einführung des Proporzsystems bei den Nationalratswahlen auf.

## Ehrungen
- Arnold Gottlieb Bühler wurde mit den Ehrendoktorwürden der Universität Bern sowie im Jahr 1935 der ETH Zürich ausgezeichnet.